# Agus Harimurti Yudhoyono
Agus Harimurti Yudhoyono né le 10 août 1978 à Bandung est un homme politique indonésien et ancien major de l'armée qui est actuellement au service du chef du parti démocrate,.